# Де Фьори, Марио
Марио Нуцци (итал. Mario Nuzzi), прозванный Де Фьори (итал. De Fiori — «цветочник»; 19 января 1603 года, Рим, Папская область — 14 ноября 1673 года, там же) — итальянский живописец, писавший картины (в основном натюрморты) в стиле караваджизма. Оказал большое влияние на итальянскую и испанскую жанровую живопись XVII века.

## Биография
Марио Нуцци родился 19 января 1603 года в Пенне, в Неаполитанском королевстве (по другой версии в Риме, в Папской области) в семье Систо ди Тоди и Фаустины Салини. Его отец занимался цветоводством — может, поэтому первым рисунком будущего живописца был цветок. Заметив талант сына, родители поручили его заботам дяди по линии матери, известного художника Томмазо Салини, от которого он перенял стиль караваджизма.
После смерти учителя в 1625 году Марио Нуцци унаследовал его мастерскую и клиентов, но вскоре переехал в Рим, в Папскую область. В 1628 году он записался в приход церкви Санта-Мария-дель-Пополо как местный художник и женился на Ортензии де Кертис. Овдовев в 1647 году, снова женился в 1650 году на Сюзанне Пассери.
Картины живописца пользовались спросом у местной аристократии. Большими поклонниками таланта художника были представители родов Колонна, Барберини и Медичи. Сотрудничал с натюрмористом Джованни Станки. В августе 1657 года академия Святой Люции в Риме присвоила ему звание академика.
На всех своих картинах он изображал цветы, за что был прозван Де Фьори — «цветочник», и даже подписывался, как «Мариус, римский художник, прозванный цветочником» (лат. Marius, pictor romanus, vulgo Mario de fiori). В этом жанре он был непревзойдённым специалистом. Цветочные композиции художник изображал не только в многочисленных натюрмортах, но использовал их в качестве основы для жанровых сцен религиозного и бытового характера.
Картины художника входят в собрания всемирно известных музеев — Уффици во Флоренции, Прадо в Мадриде, Эрмитаж в Санкт-Петербурге и многих других.
Марио Нуцци скончался в Риме 14 ноября 1673 года.

## Галерея

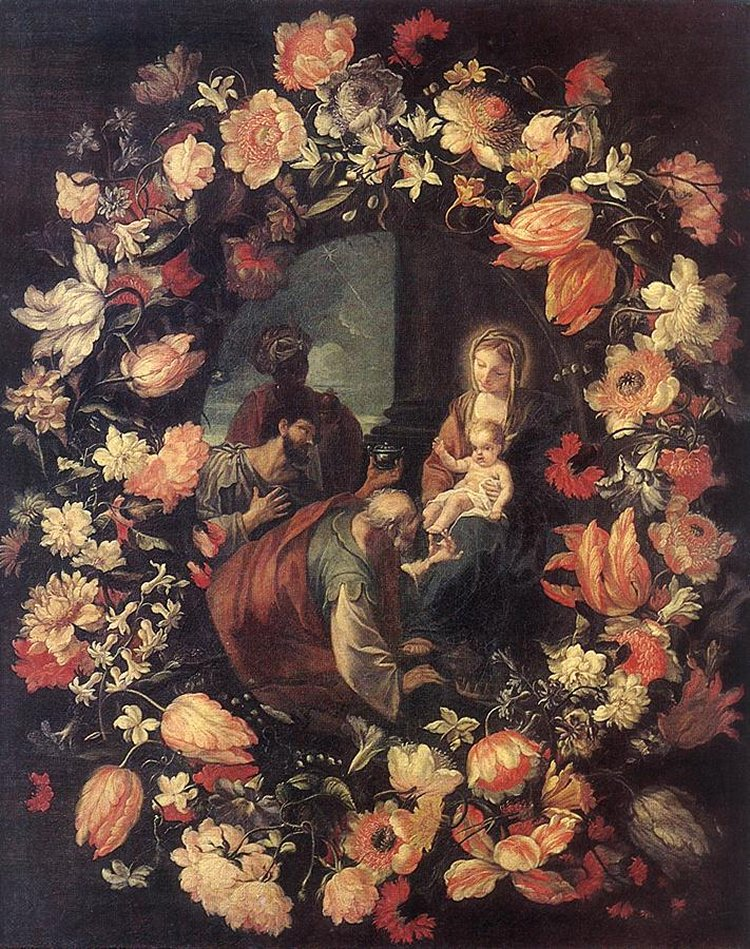
Поклонение волхвов, Эрмитаж
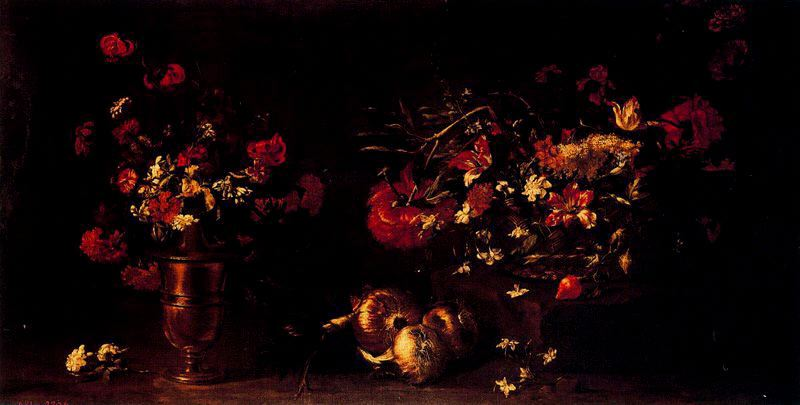
Луковицы и цветы, Прадо
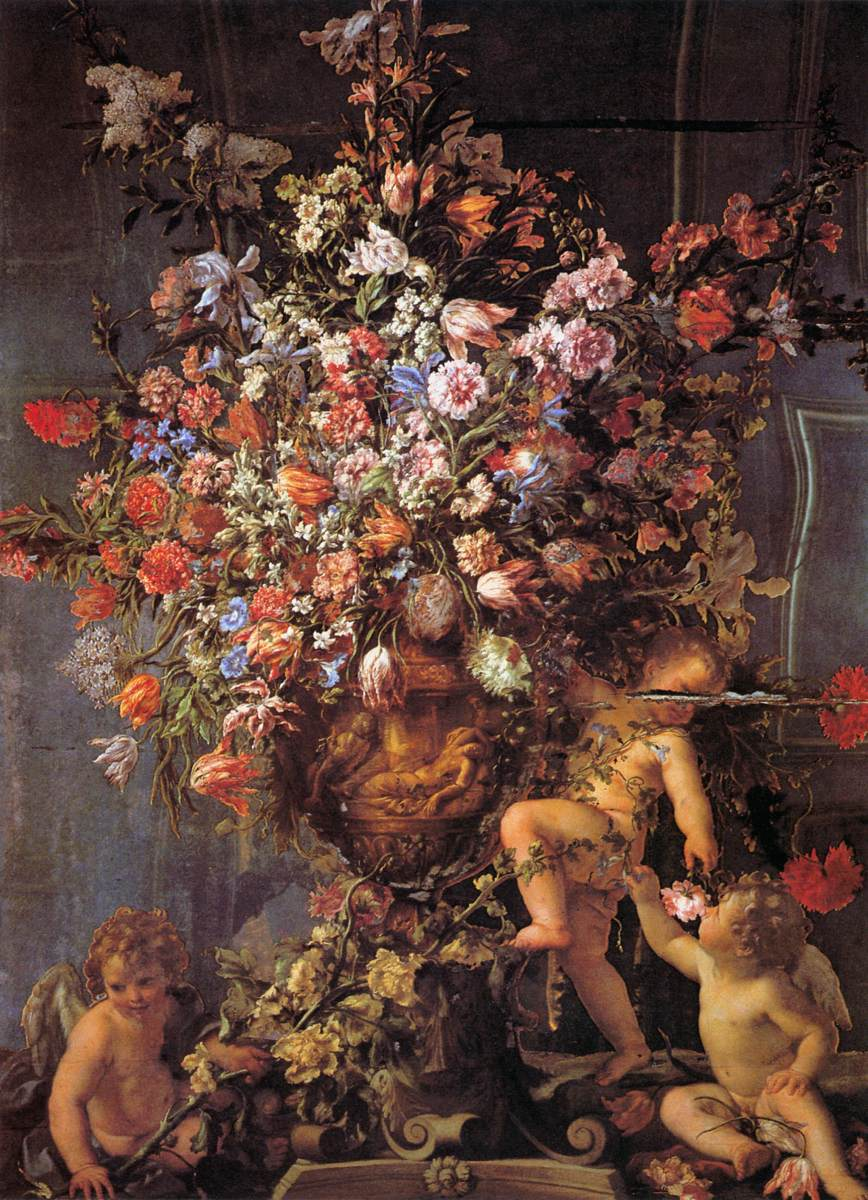
Зеркало и трое путти, Палаццо Колонна в Риме